# Otto Ekstein
Otto Ekstein (* 6. Dezember 1865 in Hohenstadt; † 1. März 1937 in Wien) war ein österreichischer Rechtsanwalt.

## Leben
Ekstein besuchte das Gymnasium in Olmütz und studierte danach Rechtswissenschaften an der Universität Wien. Er promovierte dort 1889 sub auspiciis imperatoris und wirkte danach als Rechtsanwalt in Wien. Neben seiner juristischen Tätigkeit war er vor allem standespolitisch tätig: Ab 1906 als Mitglied des Disziplinarrates der Wiener Rechtsanwaltskammer, ab 1913 als Teil der Kammeranwaltschaft, ab 1920 als Kammeranwalt.
Er reichte 1930 eine Petition gegen § 129Ib Strafgesetzbuch, der gleichgeschlechtliche Sexualkontakte kriminalisierte, ein. Obwohl er dabei von namhaften Persönlichkeiten wie Sigmund Freud, Stefan Zweig, Franz Werfel, Arthur Schnitzler, Rosa Mayreder und Rosa Papier unterstützt wurde, blieb das Vorhaben erfolglos.
Ekstein heiratete am 21. März 1897 Marie Adolfine Kerpal (1876–1944). Seine Ehefrau und die ältere der beiden Töchter, die Schriftstellerin Kitty Kornitzer, wurden von den Nationalsozialisten ermordet.